# Constitucionalismo
Constitucionalismo es un concepto político que se ha definido como «un complejo de ideas, actitudes y pautas de comportamiento que establecen el principio de que la autoridad del gobierno deriva y está limitada por la parte principal de una ley suprema».
Su objetivo es arbitrar la autoridad y consagrar los derechos de los hombres y mujeres. 
En un régimen o sistema constitucionalista cualquier ley debe estar fundamentada en la constitución, por lo que todas las leyes quedan reguladas y supeditadas al articulado general de la constitución.

Toute Société dans laquelle la garantie des Droits n'est pas assurée, ni la séparation des Pouvoirs déterminée, n'a point de Constitution.
"Una Sociedad en la que la garantía de los Derechos no está asegurada, ni la separación de los Poderes determinada, no tiene Constitución."
Declaración de los Derechos del Hombre y del Ciudadano, Asamblea Nacional Constituyente (Francia), 26 de agosto de 1789.

Las organizaciones políticas son constitucionales en la medida en que "contienen mecanismos institucionalizados de control del poder para la protección de los intereses y libertades de la ciudadanía, incluidos los que pueden estar en el grupo minoritario". Tal y como lo describe el politólogo y constitucionalista David Fellman:

El constitucionalismo es descriptivo de un concepto complicado, profundamente arraigado en la experiencia histórica, que somete a los funcionarios que ejercen los poderes gubernamentales a las limitaciones de una ley superior. El constitucionalismo proclama la conveniencia del estado de derecho en contraposición al gobierno por el juicio arbitrario o el mero decreto de los funcionarios públicos .  En toda la literatura que trata del derecho público moderno y de los fundamentos del Estado, el elemento central del concepto de constitucionalismo es que en la sociedad política los funcionarios del gobierno no son libres de hacer lo que quieran y de la manera que quieran; están obligados a observar tanto las limitaciones del poder como los procedimientos que se establecen en la ley suprema y constitucional de la comunidad. Por tanto, puede decirse que la piedra de toque del constitucionalismo es el concepto de gobierno limitado bajo una ley superior.

## Definición
El constitucionalismo tiene usos prescriptivos y descriptivos. El profesor de Derecho Gerhard Casper captó este aspecto del término al señalar: «El constitucionalismo tiene connotaciones tanto descriptivas como prescriptivas. Utilizado de forma descriptiva, se refiere principalmente a la lucha histórica por el reconocimiento constitucional del derecho del pueblo al 'consentimiento' y a otros derechos, libertades y privilegios. Usado de forma prescriptiva, su significado incorpora aquellas características del gobierno que se ven como los elementos esenciales de la... Constitución«.

### Descriptivo
Un ejemplo del uso descriptivo del constitucionalismo es la compilación de fuentes en cinco volúmenes del profesor de derecho Bernard Schwartz, que trata de rastrear los orígenes de la Declaración de Derechos de los Estados Unidos. Comenzando con los antecedentes ingleses que se remontan a la Carta Magna (1215), Schwartz explora la presencia y el desarrollo de las ideas de las libertades y privilegios individuales a través de las cartas coloniales y las concepciones jurídicas. Luego, llevando la historia hacia adelante, identifica declaraciones y constituciones revolucionarias, documentos y decisiones judiciales del período de la Confederación y la formación de la Constitución federal. Por último, aborda los debates sobre la ratificación de la Constitución federal que, en última instancia, ejercieron una presión cada vez mayor a favor de una declaración federal de derechos. Aunque difícilmente presenta una línea recta, el relato ilustra la lucha histórica por reconocer y consagrar los derechos y principios constitucionales en un ordenamiento constitucional. 

### Prescriptiva
En contraste con la descripción de lo que son las constituciones, un enfoque prescriptivo aborda lo que debería ser una constitución. Tal y como lo presenta el filósofo canadiense Wil Waluchow, el constitucionalismo encarna

la idea ... de que el gobierno puede y debe estar legalmente limitado en sus poderes, y que su autoridad depende de que observe estas limitaciones. Esta idea conlleva una serie de cuestiones enojosas de interés no sólo para los juristas, sino para cualquier persona dispuesta a explorar los fundamentos jurídicos y filosóficos del Estado.

Un ejemplo de este enfoque prescriptivo fue el proyecto de la Liga Municipal Nacional para desarrollar un modelo de constitución estatal.

### Constitucionalismo vs. Constitución
El estudio de las constituciones no es necesariamente sinónimo del estudio del constitucionalismo.
El historiador jurídico Christian G. Fritz distingue entre «cuestiones constitucionales», que examinan cómo se interpretó y aplicó la constitución para distribuir el poder y la autoridad mientras la nueva nación luchaba con problemas de guerra y paz, impuestos y representación, y «cuestiones de constitucionalismo -cómo identificar al soberano colectivo, qué poderes poseía el soberano y cómo se reconocía cuándo actuaba ese soberano». Señaló que «las cuestiones de constitucionalismo no podían responderse haciendo referencia a un texto constitucional determinado o incluso a opiniones judiciales», sino que eran «cuestiones abiertas que se basaban en puntos de vista contrapuestos».
Una distinción similar hizo el constitucionalista británico A.V. Dicey al evaluar la constitución no escrita de Gran Bretaña. Dicey señaló una diferencia entre las «convenciones de la constitución» y la «ley de la constitución». La «distinción esencial» entre ambos conceptos era que el derecho de la constitución estaba formado por «normas aplicadas o reconocidas por los Tribunales», constituyendo «un cuerpo de “leyes” en el sentido propio de ese término». Por el contrario, las convenciones de la constitución consistían «en costumbres, prácticas, máximas o preceptos que no son aplicados o reconocidos por los Tribunales», sino que «conforman un cuerpo no de leyes, sino de ética política constitucional».

## Características principales

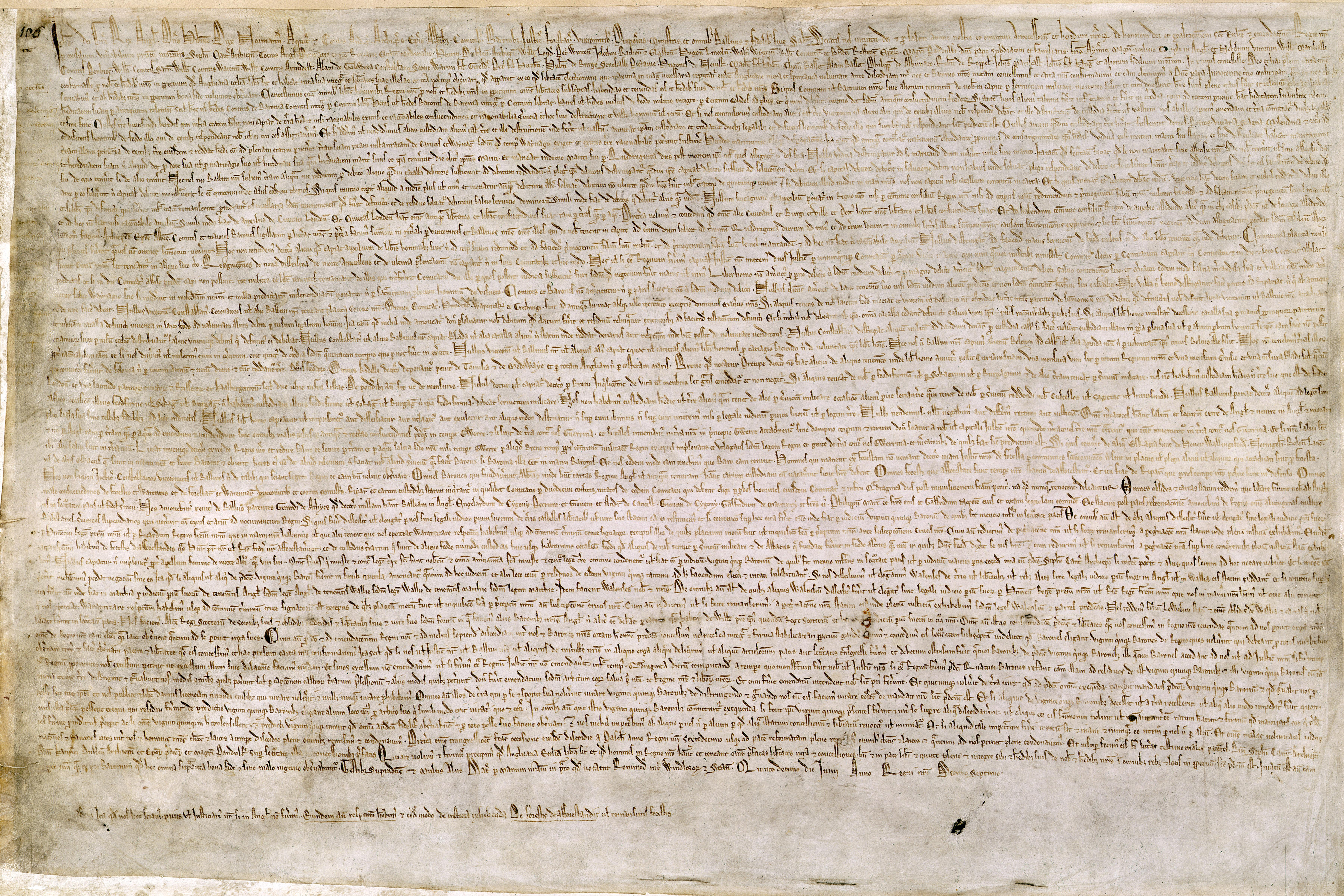
Magna Carta del Inglaterra (la "Gran Carta") creada en 1215 está considerada como uno de los mayores documentos constitucionales de todos los tiempos.

### Ley fundamental y legitimidad del gobierno
Una de las características más destacadas del constitucionalismo es que describe y prescribe tanto la fuente como los límites del poder gubernamental derivados de la ley fundamental. William H. Hamilton ha captado este doble aspecto al señalar que el constitucionalismo "es el nombre que se da a la confianza que los hombres depositan en el poder de las palabras escritas en pergamino para mantener un gobierno en orden"
Además, tanto si reflejan un enfoque descriptivo como prescriptivo, los tratamientos del concepto de constitucionalismo tratan todos de la legitimidad del gobierno. Una evaluación reciente del constitucionalismo estadounidense, por ejemplo, señala que la idea de constitucionalismo sirve para definir qué es lo que "otorga y guía el ejercicio legítimo de la autoridad gubernamental". Del mismo modo, el historiador Gordon S. Wood describió este constitucionalismo estadounidense como un "pensamiento avanzado" sobre la naturaleza de las constituciones en el que la constitución se concebía como un "conjunto de normas fundamentales por las que se regirá incluso el poder supremo del Estado". En última instancia, el constitucionalismo estadounidense llegó a apoyarse en la soberanía colectiva del pueblo, la fuente que legitimaba los gobiernos estadounidenses.

### Derechos y libertades civiles
El constitucionalismo no se limita a la estructura de poder de la sociedad. También pide una fuerte protección de los intereses de los ciudadanos, derechos civiles así como libertades civiles, especialmente para los grupos sociales minorías, y tiene una estrecha relación con la democracia. El Reino Unido ha tenido leyes básicas que limitan el poder gubernamental durante siglos. Históricamente, ha habido poco apoyo político para la introducción de una constitución completa escrita o codificada en el Reino Unido. Sin embargo, varios comentaristas y reformistas han defendido una nueva Carta de Derechos británica para dotar a la libertad, la democracia y el Estado de Derecho de una protección constitucional más eficaz.

## Críticas
El jurista Jeremy Waldron sostiene que el constitucionalismo suele ser antidemocrático:

Las constituciones no sólo sirven para restringir y limitar el poder, sino también para capacitar a los ciudadanos de a pie en una democracia y permitirles controlar las fuentes de la ley y aprovechar el aparato de gobierno para sus aspiraciones. Esta es la visión democrática de las constituciones, pero no es la visión constitucionalista.... Por supuesto, siempre es posible presentar una alternativa al constitucionalismo como una forma alternativa de constitucionalismo: los académicos hablan de "constitucionalismo popular" o "constitucionalismo democrático"... Pero creo que vale la pena exponer una versión descarnada de la antipatía entre el constitucionalismo y el autogobierno democrático o popular, aunque sólo sea porque eso nos ayudará a medir más claramente hasta qué punto una teoría nueva y madura del derecho constitucional tiene debidamente en cuenta la carga constitucional de garantizar que el pueblo no sea privado de sus derechos por el mismo documento que se supone que le da su poder.

El constitucionalismo también ha sido objeto de críticas por parte de Murray Rothbard, quien atacó al constitucionalismo por ser incapáz de frenar a los gobiernos y no proteger los derechos de los ciudadanos frente a sus gobiernos:

[e]s cierto que, en los Estados Unidos, al menos, tenemos una constitución que impone límites estrictos a algunos poderes del gobierno. Pero, como hemos descubierto en el último siglo, ninguna constitución puede interpretarse o aplicarse a sí misma; debe ser interpretada por hombres. Y si el poder último para interpretar una constitución se otorga al propio Tribunal Supremo del gobierno, entonces la tendencia inevitable es que el Tribunal continúe poniendo su imprimátur en poderes cada vez más amplios para su propio gobierno. Además, los tan cacareados "controles y equilibrios" y "separación de poderes" en el gobierno estadounidense son realmente endebles, ya que, en última instancia, todas estas divisiones forman parte del mismo gobierno y están regidas por el mismo conjunto de gobernantes.